# Tropidurus pinima
Tropidurus pinima — вид ігуаноподібних ящірок родини Tropiduridae. Ендемік Бразилії.

## Поширення і екологія
Tropidurus pinima мешкають в штаті Баїя та на крайньому південному заході штату Пернамбуку. Вони живуть в сухих заростях каатинги, де трапляються серед скель.